# Continue?9876543210
Continue?9876543210 is een computerspel ontwikkeld door Jason Oda en uitgegeven door StarvingEyes voor Windows, Linux en iOS. Het actie-avonturenspel is uitgekomen op 1 december 2013.

## Plot
Een dood computerspelpersonage dwaalt door de gangen van het computergeheugen, en probeert vrede te vinden in zijn laatste momenten van bestaan, voordat de computer wordt uitgeschakeld.

## Spel
Het spel heeft een bovenaanzicht en laat een van de 11 willekeurige levels zien. De speler moet de uitgang van het level zien te vinden en proberen te ontsnappen voor het einde van de laatste ronde. De doorgang kan worden vrijgemaakt door bliksemschichten te vragen aan de bewoners van het level, die daarna de obstakels naar de uitgang zullen vrijmaken. Tussen elke ronde moet de speler een minigame in retrostijl spelen.

## Ontvangst
| \| Recensiescore \| Recensiescore \| \| Recensieverzamelaar \| Score \| \| ------------------- \| ------------------ \| \| Metacritic \| 62% (PC) 71% (iOS) \| \| Publicist \| Score \| \| Destructoid \| 4,5 \| \| Eurogamer \| 6 \| \| GameSpot \| 7 \| \| IGN \| 7,9 \| |                    |
| Recensiescore |                    |
| Recensieverzamelaar | Score              |
| Metacritic | 62% (PC) 71% (iOS) |
| Publicist | Score              |
| Destructoid | 4,5                |
| Eurogamer | 6                  |
| GameSpot | 7                  |
| IGN | 7,9                |